# Franciszek Jundziłł (1825–1865)
Franciszek Jundziłł herbu Łabędź (ur. 1825 w Johalinie, zm. w lutym 1865 w Paryżu) – podpułkownik Wojska Polskiego. 
Był synem Władysława i Bogumiły z Suchodolskich herbu Janina W 1858 wystąpił z Armii Imperium Rosyjskiego, w stopniu rotmistrza. Brał udział w manifestacjach w Grodnie. Był członkiem Koła Oficerów Polskich w Petersburgu. W  maju 1863 został powołany na naczelnika wojennego powiatu słonimskiego i dowódcę oddziału. W lipcu przeszedł na Polesie. Został oskarżony za unikanie walki i przez sąd uniewinniony, jednak dowództwo przejął po nim Jan Kołłupajło. Po upadku powstania na Białorusi, przeszedł do Królestwa i do Krakowa, gdzie został od grudnia pełnił funkcję komendantem placu, a od stycznia 1864 był organizatorem wojskowym okręgu krakowskiego. Wówczas został awansowany został na podpułkownika. W marcu 1864 wyjechał do Francji. Zmarł w lutym w 1865 w Paryżu.